# Силија Џонсон
Дама Силија Џонсон (енгл. Celia Johnson; Ричмонд, 18. децембар 1908 — Нетлбед, 26. април 1982) је била енглеска глумица.

## Филмографија
| Улоге  |                                    |               |                      | |
| Година | Српски назив                       | Изворни назив | Улога                | Напомена |
| 1941   |                                    |               | English Mother       | |
| 1942   |                                    |               | госпођа Кинрос/Аликс | |
| 1943   |                                    |               | Синтија              | |
| 1944   |                                    |               | Етел Гибонс          | Награда националног филмског савеза САД за најбољу женску улогу                                             |
| 1945   | Кратак сусрет                      |               | Лора Џесон           | Награда удружења њујоршких филмских критичара за најбољу глумицу Номинована:Оскар за најбољу главну глумицу |
| 1950   |                                    |               | Барабара Фабер       | |
| 1951   |                                    |               | Мети Метесон         | Номинована — Награда BAFTA за најбољу глумицу у главној улози                                               |
| 1952   |                                    |               | Џени Грегори         | |
| 1953   |                                    |               | Мод Сент Џејмс       | Номинована — Награда BAFTA за најбољу глумицу у главној улози                                               |
| 1955   |                                    |               | Џоана                | |
| 1957   |                                    |               | госпођица Трант      | |
| 1969   | Најбоље године госпођице Џин Броди |               | госпођица Макеј      | Награда BAFTA за најбољу глумицу у споредној улози                                                          |
| 1980   |                                    |               | госпођа Вилер        | |
| 1980   |                                    | Луси Смали    |                      | |